# RD-250
El motor de cohete RD-250 ( índice GRAU 8D518 ) es la versión base de una familia de motores cohete de combustible líquido de dos cámara. Dicha familia incluye: RD-250, RD-251, RD-252, RD-261, RD-262. Los motores usan como propergoles dos componentes de alto punto de ebullición: dimetilhidrazina asimétrica (también llamada NDMH, heptilo) y tetróxido de dinitrógeno, a menudo llamado NDMG + AT. El RD-250 fue desarrollado por OKB-456 para el misil balístico intercontinental R-36 producido por Yuzhmash. Las modificaciones del motor también se usaron en los cohetes de carga Ciclón-2 y Ciclón-3. Se suponía que debía usarse en el Ciclón-4, pero desde la cancelación del proyecto se debe considerar estos motores como fuera de producción.

## Desarrollo
La iniciativa para crear una nueva familia de ICBM con motores de cohetes que utilizaran compuestos de alto punto de ebullición como propergoles para cohetes ( heptilo y AT ), recayó en la OKB-586 , dirigida por M. K. Yangel. Bajo su dirección, desde 1955, el OKB-456 desarrollo los proyectos RD-251 y RD-252. El diseñador principal fue M. R. Gnesin. El proyecto RD-251 era un motor que constaba de tres unidades de dos cámaras RD-250, el proyecto RD-252 era un motor de dos cámaras, estructuralmente unidas de motores RD-251. Una turbobomba alimentaba a dos cámaras de combustión y estaba montada en horizontal entre las toberas de dichas cámaras. Debido al alto grado de unificación, el desarrollo de ambos proyectos fue prácticamente simultáneo. Los motores finalmente se probaron en 1967 y se adoptaron como parte del sistema de misiles R-36, reemplazando gradualmente los cohetes con propergoles criogénicos. La producción se realizó en la planta No. 586.
Con la acumulación de experiencia práctica en la operación y el empleo de nuevas tecnologías, se modificó el diseño del motor principal. Para misil P-36orb permite el empleo de cabezas nucleares desde una órbita terrestre baja, la final, se llamó RD-250M (bloque de llamada tres RD-250M RD-251M). También se usaron RD-251M y RD-252 como motores de primera y segunda etapa, respectivamente, del Ciclón-2.
Para el propulsor Ciclón-3 PO "Pivdenmash" se produjeron tanto para modificación pasos tienen el nombre RD-261 (primera etapa del motor consistió en una de tres añadieron RD-250 pM) ( el motor de la segunda etapa, un RD-252 modificado) y RD-262. Los RD-261 y RD-262 se utilizaron en los vehículos de lanzamiento Ciclón-3 hasta el final del proyecto en 2009. Más tarde, estos motores fueron planeados como motores de propulsión de primera y segunda etapa en el proyecto conjunto ucraniano-brasileño Ciclón-4, cancelado debido a la falta de financiación.

### Posible transferencia tecnológica a Corea del Norte
Varios expertos occidentales, y medios de comunicación, han sugerido que la tecnología del motor RD-250 podría haberse transferido a Corea del Norte (desde Ucrania). Esta transferencia explicaría el rápido progreso de Corea del Norte en el desarrollo de dos nuevos misiles: el Hwasong-12 de rango intermedio y los Hwasong-14 y Hwasong-15 intercontinentales (ICBM). Debido a la complejidad de la tecnología de este tipo de motor, las modificaciones o la ingeniería inversa parecen difíciles de lograr. Por lo tanto, es creíble que el motor completo, o la documentación técnica, podría haber sido comprado en el mercado negro y enviado directamente a Corea del Norte, por Rusia o Ucrania. Por el contrario, hay un análisis que sugiere un mecanismo alternativo para la transferencia a Corea del Norte de motores, o un misil entero R-36, de Rusia.

## Variantes
Existen diferentes variantes del motor:
- RD-250 ( Índice GRAU 8D518 ): Motor de base de la familia. Usado en el R-36 . Un conjunto de tres RD-250 forma el módulo RD-251.[4]
- RD-250P ( Índice GRAU 8D518P ): versión mejorada del RD-250. Usado en el R-36P . Un conjunto de tres RD-250P forma el módulo RD-251P.
- RD-250M ( Índice GRAU 8D518M ): versión mejorada del RD-250P. Usado en el R-36-O . Un conjunto de tres RD-250M forma el módulo RD-251M.
- RD-250PM ( Índice GRAU 8D518PM ): versión mejorada del RD-250M. Utilizado en el Ciclón-3 . Un conjunto de tres RD-250PM forma el módulo RD-261.
- RD-252 ( Índice GRAU 8D724 ): Versión optimizada al vacío del RD-250. Utilizado en las segundas etapas R-36 y Ciclón-2.[5]
- RD-262 ( Índice GRAU 11D26 ): versión mejorada del RD-252. Utilizado en las segundas etapas Ciclón-3.[6]

## Módulos
Algunos de estos motores se incluyeron en módulos de múltiples motores. Los módulos relevantes y los motores auxiliares son:
- RD-251 ( Índice GRAU 8D723 ): Un módulo que comprende tres RD-250. Módulo de propulsión de la primera etapa R-36 (8K67).[7]
- RD-251P ( Índice GRAU 8D723P ): Un módulo que comprende tres RD-250P. Módulo de propulsión de la primera etapa R-36P (8K68).
- RD-251M ( Índice GRAU 8D723M ): Un módulo que comprende tres RD-250M. Módulo de propulsión de la primera etapa R-36-O (8K69) y Tsyklon-2 .
- RD-261 ( Índice GRAU 11D69 ): Un módulo que comprende tres RD-250PM. Módulo de propulsión de la primera etapa Ciclón-3.[8]

## Tabla comparativa
| Motor                              | RD-250                | RD-250P                 | RD-250M                               | RD-250PM            | RD-252                                  | RD-262              |
| ---------------------------------- | --------------------- | ----------------------- | ------------------------------------- | ------------------- | --------------------------------------- | ------------------- |
| GRAU                               | 8D518                 | 8D518P                  | 8D518M                                | 8D518PM             | 8D724                                   | 11D26               |
| Módulo                             | RD-251                | RD-251P                 | RD-251M                               | RD-261              | N/A                                     | N/A                 |
| Module GRAU                        | 8D723                 | 8D723P                  | 8D723M                                | 11D69               | N/A                                     | N/A                 |
| Development                        | 1962-1966             | 1967-1968               | 1966-1968                             | 1968-1970           | 1962-1966                               | 1968-1970           |
| Propellant                         | N2O4/UDMH             | N2O4/UDMH               | N2O4/UDMH                             | N2O4/UDMH           | N2O4/UDMH                               | N2O4/UDMH           |
| Presión de la cámara de combustión | 8.336 MPa             | 8.336 MPa               | 8.336 MPa                             | 8.336 MPa           | 8.924 MPa                               | 8.924 MPa           |
| Empuje, vacío                      | 881.6 kN              | 881.6 kN                | 881.6 kN                              | 881.7 kN            | 940.8 kN                                | 941.4 kN            |
| Empuje, nivel del mar              | 788.5 kN              | 788.5 kN                | 788.5 kN                              | 788.7 kN            | N/A                                     | N/A                 |
| Isp, vacío                         | 301 isp               | 301 isp                 | 301 isp                               | 301.4 isp           | 317.6 isp                               | 318 isp             |
| Isp, nivel del mar                 | 270 isp               | 270 isp                 | 270 isp                               | 269.6 isp           | N/A                                     | N/A                 |
| Longitud                           | 2600 mm               | 2600 mm                 | 2600 mm                               | N/A                 | 2190 mm                                 | 2190 mm             |
| Diámetro                           | 1000 mm               | 1000 mm                 | 1000 mm                               | N/A                 | 2590 mm                                 | 2590 mm             |
| Peso neto                          | 728 kg                | 728 kg                  | 728 kg                                | N/A                 | 715 kg                                  | 715 kg              |
| Utilizado                          | R-36 (8K67) 1.ª etapa | R-36P (8K67P) 1.ª etapa | R-36-O (8K67-O) y Tsyklon-2 1.º etapa | Tsyklon-3 1.ª etapa | R-36, R36P, R-36-O, Tsyklon-2 2.ª etapa | Tsyklon-3 2.ª etapa |